# Cephalophyllum
Genre
Classification phylogénétique
Cephalophyllum (Haw.) N.E.Br. est un genre de plante de la famille des Aizoaceae.
Cephalophyllum (Haw.) N.E.Br., in Gard. Chron., ser. 3. 78: 433 (1925), in clave ;
Type : Cephalophyllum tricolorum (Haw.) N.E.Br. [(in Phillips, Gen. S. African Fl. Pl.: 247 (1926)]  (Mesembryanthemum tricolorum  Haw.) ; Lectotypus.
Synonymie :
- [ basionyme ] Mesembryanthemum [subgen.] '2.' Cephalophyllum Haw.

## Liste des espèces
- Cephalophyllum acutum L.Bolus
- Cephalophyllum albertiniense Schwantes
- Cephalophyllum alstonii Marloth ex L.Bolus
- Cephalophyllum anemoniflorum Schwantes
- Cephalophyllum apiculatum L.Bolus
- Cephalophyllum artum L.Bolus
- Cephalophyllum aurantiacum L.Bolus
- Cephalophyllum aureorubrum L.Bolus
- Cephalophyllum ausense L.Bolus
- Cephalophyllum baylissii L.Bolus
- Cephalophyllum bredasdorpense L.Bolus
- Cephalophyllum breviflorum L.Bolus
- Cephalophyllum caespitosum H.Hartmann
- Cephalophyllum caledonicum L.Bolus
- Cephalophyllum calvinianum L.Bolus
- Cephalophyllum cauliculatum N.E.Br.
- Cephalophyllum cedrimontanum L.Bolus
- Cephalophyllum ceresianum L.Bolus
- Cephalophyllum clavifolium L.Bolus
- Cephalophyllum compactum L.Bolus
- Cephalophyllum compressum L.Bolus
- Cephalophyllum comptonii N.E.Br.
- Cephalophyllum concinnum L.Bolus
- Cephalophyllum confusum Dinter & Schwantes
- Cephalophyllum corniculatum Schwantes
- Cephalophyllum crassum L.Bolus
- Cephalophyllum cupreum L.Bolus
- Cephalophyllum curtophyllum Schwantes
- Cephalophyllum decipiens L.Bolus
- Cephalophyllum densum N.E.Br.
- Cephalophyllum diminutum L.Bolus
- Cephalophyllum dissimile Schwantes
- Cephalophyllum diversifolium Schwantes
- Cephalophyllum dubium L.Bolus
- Cephalophyllum ebracteatum Dinter & Schwantes
- Cephalophyllum ernii L.Bolus
- Cephalophyllum framesii L.Bolus
- Cephalophyllum franciscii L.Bolus
- Cephalophyllum frutescens L.Bolus
- Cephalophyllum fulleri L.Bolus
- Cephalophyllum goodii L.Bolus
- Cephalophyllum gracile L.Bolus
- Cephalophyllum griseum (S.A.Hammer & U.Schmiedel) H.E.K.Hartmann
- Cephalophyllum hallii L.Bolus
- Cephalophyllum herrei L.Bolus
- Cephalophyllum inaequale L.Bolus
- Cephalophyllum insigne L.Bolus
- Cephalophyllum kliprandense L.Bolus
- Cephalophyllum laetulum L.Bolus
- Cephalophyllum latipetalum L.Bolus
- Cephalophyllum littlewoodii L.Bolus
- Cephalophyllum loreum Schwantes
- Cephalophyllum luxurians Dinter
- Cephalophyllum maritimum Schwantes
- Cephalophyllum middlemostii L.Bolus
- Cephalophyllum namaquanum L.Bolus
- Cephalophyllum niveum L.Bolus
- Cephalophyllum numeesense H.E.K.Hartmann
- Cephalophyllum pallens L.Bolus
- Cephalophyllum parvibracteatum (L.Bolus) H.E.K.Hartmann
- Cephalophyllum parviflorum L.Bolus
- Cephalophyllum parvulum (Schltr.) H.E.K.Hartmann
- Cephalophyllum paucifolium L.Bolus
- Cephalophyllum pillansii L.Bolus
- Cephalophyllum pittenii L.Bolus
- Cephalophyllum platycalyx Schwantes
- Cephalophyllum primulinum Schwantes
- Cephalophyllum procumbens Schwantes
- Cephalophyllum pulchellum L.Bolus
- Cephalophyllum pulchrum L.Bolus
- Cephalophyllum punctatum N.E.Br.
- Cephalophyllum purpureo-album Schwantes
- Cephalophyllum ramosum N.E.Br.
- Cephalophyllum regale L.Bolus
- Cephalophyllum rhodanthum L.Bolus
- Cephalophyllum rigidum L.Bolus
- Cephalophyllum roseum (L.Bolus) L.Bolus
- Cephalophyllum rostellum (L.Bolus) H.E.K.Hartmann
- Cephalophyllum serrulatum L.Bolus
- Cephalophyllum spissum H.E.K.Hartmann
- Cephalophyllum spongiosum L.Bolus
- Cephalophyllum staminodiosum L.Bolus
- Cephalophyllum stayneri L.Bolus
- Cephalophyllum subulatoides N.E.Br.
- Cephalophyllum tenuifolium L.Bolus
- Cephalophyllum tetrastichum H.E.K.Hartmann
- Cephalophyllum tricolorum N.E.Br.
- Cephalophyllum truncatum L.Bolus
- Cephalophyllum uniflorum L.Bolus
- Cephalophyllum validum Schwantes
- Cephalophyllum vandermerwei L.Bolus
- Cephalophyllum vanheerdei L.Bolus
- Cephalophyllum watermeyeri L.Bolus
- Cephalophyllum weigangianum Dinter & Schwantes
- Cephalophyllum worcesterense L.Bolus